# Каштановые почвы
Кашта́новые по́чвы — почвы, распространённые в условиях сухих степей умеренного пояса; на территории Украины — в условиях сухих причерноморских и присивашских степей; в России — в  условиях сухих степей Калмыкии, Волгоградской, востока Ростовской, Саратовской и юга Оренбургской областей; в Казахстане — в западной части страны близ границы с Россией, а также на юге и юго-востоке республики. Широко распространены также в Бурятии.

## Морфология
- А — гумусовый горизонт мощностью 15-30 см, буровато-темно-серый или серый с каштановым оттенком, пороховато-зернистой или комковатой структуры, в светло-каштановых почвах — бесструктурный;
- B1 — переходный гумусовый горизонт мощностью 10-25 см,
- более яркой коричневой или бурой окраски, плотнее предыдущего, крупнокомковатой структуры;
- В2 — переходный горизонт, неравномерно окрашен, на буром фоне пятна и потеки гумуса, комковато-призматической структуры;
- ВСК(СК) — иллювиально-карбонатный горизонт мощностью 40-50 см, желтовато-бурый или желтый с выделениями карбонатов в виде белоглазки, ореховато-призматической структуры, плотный, могут быть кротовины; с глубиной плотность и количество карбонатов уменьшаются;
- СС — материнская порода с выделениями гипса, начинается с глубины 110-200 см, значительно рыхлее и влажнее предыдущего; гипс в виде прожилок, мелкокристаллических легких стяжений, плотных крупнокристаллических друз; выделения легкорастворимых солей появляются с глубины 150-200 см.

## Особенности и классификация
Сформировались на сухих степных участках в условиях недостаточного увлажнения и бедной растительности. Основным критерием для разграничения каштановых почв является степень их гумусованности. Гумусовый горизонт достигает до 30 см, содержание гумуса в них составляет 1,3—2,9%.
Тип каштановых почв разделяют на три подтипа:
- Светло-каштановые: гумусовый горизонт мощностью до 15-18 см, светло-серо-коричневый, чешуйчато-слоеватой непрочной структуры или бесструктурный, рыхлый; в целинном состоянии сверху обособляется слитная, пористая, хрупкая корочка, толщиной 3-8 см. Содержание гумуса в верхнем горизонте — 1,5-2,5%, реакция слабощелочная, книзу становится щелочной. Емкость поглощения невысокая (15-25 мг-экв на 100 г почвы), в составе поглощенных оснований от 3 до 15% приходится на натрий. Несолонцеватые разности светло-каштановых почв встречаются редко. В солонцеватых светло-каштановых почвах отмечается некоторое накопление кремнезема в горизонте А, полуторных окислов и илистой фракции в горизонте В.
- Каштановые: гумусовый горизонт мощностью 20-25 см, буровато- или коричнево-серый, комковато-порошистой структуры. Каштановые почвы глинистого и суглинистого механического состава в верхнем горизонте содержат 2,5-4,0% гумуса, а легкосуглинистого и супесчаного — 1,5-2,5%. В составе гумуса содержится примерно равное количество фульвокислот и гуминовых кислот, нередко фульвокислоты преобладают над гуминовыми кислотами. Емкость поглощения — 20-30 мг-экв на 100 г почвы, в составе обменных оснований 85-97% приходится на кальций и магний и 3-15% — на натрий. Реакция верхних горизонтов нейтральная или слабощелочная (pHH2O 7,2-7,6) и щелочная в нижних горизонтах. В несолонцеватых разностях каштановых почв отсутствует дифференциация профиля по содержанию илистых частиц и полуторных окислов. Каштановые почвы используются под пастбища, сенокосы и пашни. Из сельскохозяйственных культур возделываются прежде всего пшеница, кукуруза, просо, подсолнечник и др. Почвы нуждаются в мероприятиях по накоплению и сохранению влаги, а также во внесении органических и минеральных удобрений.
- Тёмно-каштановые:  гумусовый горизонт мощностью (20) 25-40 см, буроватый или коричневато-темно-серый, пороховато-мелкозернистой структуры. Темно-каштановые глинистые, тяжелосуглинистые и суглинистые почвы содержат в верхних 15 см до 3,5-5% гумуса, легкосуглинистые и супесчаные разности — 2,5-3%. Реакция почв нейтральная в верхнем горизонте и слабощелочная и щелочная ниже по профилю, емкость обмена — 25-35 мг-экв на 100 г почвы; в составе обменных оснований преобладают кальций и магний. Валовой химический состав однороден по профилю.

Генетическими и зональными особенностями каштановых почв являются не промывной тип водного режима, недостаток продуктивной влаги, солонцеватость и комплексность почвенного покрова. Почвообразующие породы каштановых почв представлены главным образом карбонатными отложениями, среди которых преобладают лёссовидные суглинки, лёссы, карбонатные песчаные суглинки, карбонатные пески и супеси, аллювий. Каштановые почвы содержат карбонаты и в большинстве случаев гипс в нижней части профиля; наличие легкорастворимых солей обусловливает солонцеватость каштановых почв. Верхний (гумусовый) горизонт каштановых почв имеет каштановый цвет (до глубины 13—25 см); структура его комковато-зернистая или комковато-пылеватая. Поглощающий комплекс в основном насыщен кальцием (до 70—80%), магнием (15—30%). Водорастворимых солей в не солонцеватых каштановых почвах до 0,2—0,3%, в солнцеватых до 0,2—0,3% — в верхней части и 0,5—2% — на глубине 120—170 см. По механическому составу каштановые почвы подразделяются на глинистые, тяжело суглинистые, средне суглинистые, легко суглинистые, супесчаные и песчаные. Солонцеватые отличаются плохими физическими свойствами: быстро разрушающейся структурой, низкой скважностью и водопроницаемостью. Реакция каштановых почв обычно нейтральная или слабощелочная (pH 7,0—7,5).

## Сельскохозяйственное использование
На светло-каштановых почвах земледелие возможно главным образом при орошении. Используются они в основном под пастбища и сенокосы.Почвы отличаются довольно высоким естественным плодородием, широко используются в сельском хозяйстве под посевы лучших сортов твердой пшеницы, кукурузы, проса, подсолнечника, под садовые и бахчевые культуры. Отзывчивы на внесение азотистых, калийных и фосфорных удобрений. Нуждаются в мероприятиях по накоплению и сохранению влаги. На тёмно-каштановых и каштановых почвах возделывают многие сельскохозяйственные культуры (пшеница, ячмень, овёс, просо, кукуруза, подсолнечник и другие).

## Распространение
Занимают значительные площади в Турции, Монголии, Северном Китае, США, Аргентине. На территории бывшего СССР каштановые почвы распространены в Казахстане, на юге Украины и Молдавии, Северном Кавказе, в южной части Западной Сибири (Кулунда), засушливых районах Поволжья; отдельными островами каштановые почвы встречаются в Средней Сибири (Минусинская впадина, Тувинская котловина), а также в Забайкалье; составляют около 107 млн га. Климатические условия зоны каштановые почвы характеризуются резкой континентальностью и засушливостью.